# 287787 Karády
287787 Karády è un asteroide della fascia principale. Scoperto nel 2003, presenta un'orbita caratterizzata da un semiasse maggiore pari a 2,5326744 au e da un'eccentricità di 0,0983437, inclinata di 5,42059° rispetto all'eclittica.
L'asteroide è dedicato all'attrice ungherese Katalin Karády.